# Wara (série télévisée)
Pour les articles homonymes, voir Wara.
Production
Diffusion
Wara (littéralement « Les Fauves » en bambara,) est une série télévisée dramatique politique sénégalo-nigéro-française, créée par Charli Beléteau et diffusée depuis le 10 novembre 2020 sur TV5 Monde. Il s'agit de l'idée originale de Magali Issoufou Sani.
Elle est sélectionnée et projetée au festival Séries Mania en mars 2020.

## Synopsis
À l’université de Tanasanga, les meilleurs étudiants s’invitent au cours d’un brillant professeur Moutari Warra (Issaka Sawadogo), attirés par son charisme et sa spécialité de Droit Constitutionnel. Une relation privilégiée s’instaure avec la jeune et pétillante Aïcha Diallo (France Nancy Goulian). Mais leur relation n’est pas un fleuve tranquille, nourrie de rapports conflictuels et d'incompréhensions générationnelles. Ce paradoxe en vient à son paroxysme le jour de l’arrestation en plein cours de Mariam Shugger, professeure de sciences physiques à l’URT. Shugger révèle alors de lourds secrets, déstabilisants Moutari et Aïcha. Ils s'opposent longtemps avant d’admettre une vérité qui les réconciliera.

## Distribution
- Issaka Sawadogo : Moutari Wara
- France Nancy Goulian : Aïcha Diallo
- Maimouna N'Diaye : Yasmin Diallo
- Souleymane Sèye Ndiaye : Ganka Barry
- Canabasse : Bachar

## Production

### Tournage
Le tournage a lieu à Dakar, Saint-Louis et dans le nord du Sénégal. Il a duré sept semaines.

### Fiche technique
Sauf indication contraire, les informations mentionnées dans cette section peuvent être confirmées par le générique de fin de l'œuvre audiovisuelle présentée ici, ainsi que par la base de données cinématographiques Allociné,  présente dans la section « Liens externes ».
- Titre originale : Wara
- Création : Charli Beléteau, d'après l'idée originale de Magali Issoufou Sani[4]
- Réalisation : Oumar Diack et Toumani Sangaré[4]
- Scénario : Charli Beléteau, Aka Assié, Awa Ba,  Renaud Beauchard, Aissata Dème, Moussa Diallo, Dialika Sané, Emma Sangaré et Merline Touko Tchoko[4]
- Musique : Franck Lebon[4]
- Costumes : Mariam Diop
- Photographie : Nourou Sarr
- Son : Clément Maléo et Hamza Ouhbi
- Montage : Nicolas Bonnet et Sarah Chartier
- Montage Son : Jf Viguié et Romain Le bras
- Mixage : Benjamin Cabaj
- Production : Sophie Deloche, Mbathio Diaw, Magagi Issoufou, Alexandre Rideau et Baptiste Rinaldi
- Sociétés de production : MJP Productions (Niger), Astharté & Compagnie (France) et Raes Production (Sénégal)[3],[4] en co-production avec TV5 Monde
- Pays d'origine :  France /  Niger /  Sénégal[4]
- Format : couleur
- Genre : drame politique[4]
- Nombre de saisons : 1
- Nombre d'épisodes : 8[4]
- Durée : 43–47 minutes[1]
- Dates de diffusion :
  - France : mars 2020 (Festival Séries Mania)[4] ; 10 novembre 2020 sur TV5 Monde

## Épisodes
Pour une première saison, la série comporte huit épisodes :
1. L'Arrestation
2. L'Accident
3. La Manifestation
4. Le Pamphlet
5. L'Épidémie
6. Bintou
7. Kidnapping
8. La Décharge

### Documentation
- Mariama Darame, « Un « House of Cards » africain pour promouvoir la participation politique des citoyens », sur Le Monde, 5 janvier 2020.
- Véronique Groussard, « « Wara », le « Borgen » africain », sur L'Obs, 5 septembre 2020.
- « Charli Beléteau raconte « Wara », sa série tournée en Afrique (entretien) », sur CNC, 30 septembre 2020.